# Танірбергенський сільський округ
Танірберге́нський сільський округ (каз. Тәңірберген ауылдық округі, рос. Танирбергенский сельский округ) — адміністративна одиниця у складі Мартуцького району Актюбінської області Казахстану. Адміністративний центр — село Саржансай.
Населення — 1713 осіб (2021; 1427 у 2009, 1344 у 1999, 1794 у 1989).
Станом на 1989 рік існувала Нагорна сільська рада (село Нагорне), села Аксу та Кенсахара перебували у складі Мартуцької сільради. 2006 року Нагорний сільський округ перейменований в сучасну назву. 2012 року ліквідовано село Аксу.

## Склад
До складу округу входять такі населені пункти:
| Населений пункт | Колишні назви | Населення, осіб (1989) | Населення, осіб (1999) | Населення, осіб (2009) | Населення, осіб (2021) |
| --------------- | ------------- | ---------------------- | ---------------------- | ---------------------- | ---------------------- |
| Кенсахара, село | -             | 544                    | 557                    | 607                    | 605                    |
| Саржансай, село | Нагорне       | 1094                   | 758                    | 796                    | 1108                   |
| --Аксу, село    | -             | 156                    | 29                     | 24                     | -                      |